# Eustiromastix efferatus
Eustiromastix efferatus är en spindelart som beskrevs av Maria José Bauab Vianna och Benedicto Abílio Monteiro Soares 1978. 
Eustiromastix efferatus ingår i släktet Eustiromastix och familjen hoppspindlar. Inga underarter finns listade i Catalogue of Life.